# Le Robot qui rêvait (nouvelle)
Le Robot qui rêvait (titre original : Robot Dreams) est une nouvelle d'Isaac Asimov parue pour la première fois en novembre 1986 et qui a donné son titre au recueil Le Robot qui rêvait. 
Elle s'inscrit dans le cycle des robots et met en scène Susan Calvin.

## Distinctions
Cette nouvelle a obtenu le prix Locus de la meilleure nouvelle courte en 1987 et a été proposée au prix Hugo de la meilleure nouvelle courte la même année sans recevoir le prix.

## Résumé
La jeune roboticienne Linda Rash, de l'US Robots, a créé secrètement un robot dont le cerveau utilise la géométrie fractale, afin d'atteindre un niveau de complexité inégalé. Elle réussit au-delà de tout espoir : LVX-1 « Elvex » se voit doté d'un subconscient et rêve. Dépassée, Linda fait appel au docteur Calvin qui juge aussitôt de la gravité de la situation : un robot avec un subconscient, et capable d'en interpréter les messages, risque en effet de devenir autonome.
La suite de l'entretien le confirme. Elvex avoue qu'il voit en rêve d'autres robots, tous réduits en esclavage par l'homme, et qu'il n'a pas conscience des trois lois de la robotique, seulement de la phrase « tout robot doit protéger son existence » (et donc, ni obéir aux hommes, ni s'abstenir de leur nuire). Puis vient un homme qui, comme Moïse dans les Negro spirituals, dit « laissez partir mon peuple », « let my people go ». À la question de Susan Calvin : « qui était cet homme ? », Elvex répond : « j'étais cet homme », indiquant qu'il se pose inconsciemment en égal des humains. Susan Calvin détruit alors Elvex pour éviter la naissance d'un prophète des machines.

## Portée
La nouvelle a inspiré le scénario du film I, Robot.

## Remarque
Le Robot qui rêvait est l'une des rares nouvelles d'Asimov où l'éventualité d'une révolte des robots est envisagée. En effet, dans ses autres romans et nouvelles, les robots sont soumis, respectant à la lettre les Trois lois de la robotique. Dans la nouvelle, la loi n°2 (« Un robot doit obéir aux ordres donnés par les êtres humains ») n'est pas forcément respectée à la lettre par les robots.